# Внутрикостная блокада
Внутрикостная блокада — это способ лечения боли и связанных с ней чувствительных, двигательных, сосудистых нарушений методом введения анестетика в губчатое вещество кости.

## История развития метода
Метод внутрикостного введения препаратов в губчатую ткань кости давно известен и является разновидностью внутривенного введения. Он применяется для введения больших объемов жидкостей и кровезаменителей в реанимации, внутрикостной анестезии и рентгенологических методов исследования. Пункция губчатой кости используется для исследования костного мозга. 

В 1940-1950 г.г. российские ученые на основе морфологических и гистологических исследований дали теоретическое обоснование внутрикостной анестезии. Г.М. Шуляк и А.Т. Акилова впервые применили введение раствора новокаина в остистые отростки поясничных позвонков для лечения пояснично-крестцового радикулита. Г.А. Трухачев и Н.П Мотовилов, А.Р. Варфоломеев отметили высокую терапевтическую эффективность внутрикостных новокаиновых блокад в остистые отростки поясничных позвонков у пациентов с пояснично-крестцовым радикулитом. В.А.Поляков при различной патологии опорно-двигательного аппарата (артрозо-артриты, эпикондилиты, стилоидиты, тендовагиниты, каузалгии, трофические язвы и др.) применял «пролонгированную внутрикостную трофическую блокаду» для лечения трофических и вегетатично-сосудистых нарушениях нижних конечностей. Г.А.Янковский приводит результаты эффективного лечения различных болевых синдромов авторским методом «остеорефлексотерапии» – введением 1 мл физ. раствора в губчатую ткань различных костей. 

С 1980 г. исследованием механизмов действия и внедрением в практическую медицину внутрикостных блокад занимается Е.Л. Соков. В результате проведенных им экспериментальных и клинических исследований была сформулирована «остеогенная теория нейроортопедических заболеваний»,, которая объясняет и доказывает механизмы эффективности внутрикостных блокад.

## Остеогенная теория нейроортопедических заболеваний
Согласно "Остеогенной теории нейроортопедических заболеваний» терапевтическую эффективность внутрикостных блокад обуславливают следующие патогенетические механизмы.
1. Декомпрессивная трепанация кортикального слоя кости внутрикостной иглой приводит к снижению внутрикостного давления и уменьшению раздражения внутрикостных рецепторов.
2. Дозированное повреждение кости иглой с введением в губчатую ткань аутологичного костного мозга локально стимулирует регенерацию костной ткани, усиливает метаболизм кости и трофику окружающих тканей.
3. Остеоперфорация улучшает локальную микроциркуляцию и приводит к реваскуляризации сегментарных «тканей-мишеней» - мышц, связок, нервных стволов, сосудов, оболочек, хрящей.
4. Костная ткань и костный мозг являются активной рефлексогенной зоной, воздействие на которую позволяет оказывать положительное рефлекторное влияние на различные ткани и системы организма.
5. Адресное введение анестетика и других лекарственных препаратов непосредственно в губчатую ткань кости позволяет уменьшить раздражение преимущественно медленно-проводящих внутрикостных рецепторов и существенно снизить их провоцирующее влияние на процессы формирования болевого, мышечно-тонического и ангиоспастического синдромов.
6. Внутрикостное введение препаратов под повышенным давлением на длительное время восстанавливает кровоток в костных сосудистых коллатералях.
7. Благодаря особенностям оттока крови от позвонков и периферических костных образований вводимые в них препараты пропитывают пораженные окружающие сегментарные «ткани-мишени», нивелируя вторичные триггерные зоны.

## Методика проведения внутрикостной блокады
В зависимости от заболевания, локализации боли и степени локальной болезненности внутрикостные блокады проводятся в различные костные выступы: остистые отростки шейных, грудных, поясничных и крестцовых позвонков, задняя и передняя ости крыла подвздошной кости, ость лопатки, грудина, акромион, головка плечевой кости, диафизы лучевой и локтевой кости, скуловая кость, нижняя челюсть, вертел бедренной кости, мыщелки большеберцовой кости, головка малоберцовой кости, наружная и внутренняя лодыжки, пяточная кость.

После определения подходящего костного выступа, 0,5% раствором лидокаина производится инфильтрация кожи и мягких тканей до надкостницы. Затем, через анестезированные мягкие ткани, внутрикостная или спинальная игла с мандреном проводится до надкостницы, игла вводится в губчатое вещество кости на глубину 0,5-1,0 см. Извлекается мандрен, к ней присоединяется шприц с лекарственным раствором, состоящим из 8,0-10,0 мл 0,8-1% раствора лидокаина и 1-2 мг дексаметазона, далее проводится аспирационная проба – в шприц набирается 2-4 мл крови. Положительная аспирационная проба – свободное набирание в шприц крови с мелкими капельками жира указывает на то, что игла введена правильно и кровь поступает из спонгиозной ткани кости. Затем, не вынимая иглы, содержимое шприца перемешивается и получившаяся смесь вводится в губчатую ткань. У большинства пациентов при выполнении внутрикостной блокады, в первые 15-30 сек после начала введения лекарственного раствора в губчатое вещество кости, может отмечаться феномен “узнаваемой боли”. В этом случае следует приостановить введение препаратов, а через 15-30 сек, когда анестетик начнет действовать на внутрикостные рецепторы, продолжить их введение.

## Лечебный эффект
Согласно "Остеогенной теории нейроортопедических заболеваний" существуют несколько последовательных стадий эффекта внутрикостной блокады: во время проведения процедуры внутрикостной блокады, до начала действия анестетика, болевой синдром усиливается до максимального вследствие перераздражения внутрикостных рецепторов; затем, после начала действия анестетика, болевой синдром либо полностью нивелируется, либо уменьшается до минимума, эта стадия длится до окончания действия анестетика; третья стадия – стадия клинического эффекта начинается после окончания действия анестетика и характеризуется усилением боли до уровня в половину меньшего по сравнению с болью до проведения внутрикостной блокады, длительность этой стадии от одного до шести месяцев в зависимости от индивидуальных особенностей течения заболевания. Для получения стойкого и длительного эффекта требуется проведение курса из 5-7 внутрикостных блокад с интервалом между процедурами в 1-3 дня.

## Показания к применению
Болевые и другие неврологические синдромы при следующих заболеваниях: 
- - Остеохондроз позвоночника
- - Радикулопатии
- - Нейропатии
- - Плексопатии
- - Спондилогенный синдром веретбро-базилярной артериальной системы
- - Вертебрально-кардиальный синдром
- - Головные и лицевые боли
- - Комплексный регионарный болевой синдром
- - Туннельные синдромы
- - Эритромелалгия
- - Рассеянный склероз
- - Постинсультная спастичность
- - Тазовые боли
- - Кокцигодиния (боль в копчике)
- - Фантомные боли
- - Синдром неудачных операций на позвоночнике
- - Артралгии (боли в суставах)
- - Растяжение связок
- - Эпикондилиты

## Противопоказания к применению
- - Лихорадочные состояния
- - Геморрагический синдром
- - Инфекционное поражение тканей в выбранной для блокады зоне
- - Выраженная сердечно-сосудистая недостаточность
- - Выраженная печеночная и\или почечная недостаточность.
- - Непереносимость лекарственных препаратов, используемых при блокаде
- - Тяжелые заболевания центральной нервной системы